# San Lazzaro alla Marmorata
San Lazzaro alla Marmorata var en kyrkobyggnad i Rom, helgad åt både Lasaros från Bethania och tiggaren Lasaros. Kyrkan var belägen i närheten av Arco di San Lazzaro vid Via Marmorata i Rione Ripa. Tillnamnet ”Marmorata” syftar på de stora upplag av marmor, vilka tidigare fanns i området.
Den lilla kyrkan uppfördes vid ett lasarett, förmodligen på 1400-talet. I detta lasarett vårdades initialt patienter med spetälska; senare kom man att behandla patienter med infektionssjukdomar. Kyrkan San Lazzaro alla Marmorata revs i slutet av 1800-talet.

### Webbkällor
- ”Cappella di San Lazzaro alla Marmorata” (på italienska). info.roma.it. Arkiverad från originalet den 21 januari 2022. https://archive.md/Cql96. Läst 21 januari 2022.